# Loser Love
Pour plus de détails, voir Fiche technique et Distribution.
Loser Love est un film canadien réalisé par Jean-Marc Vallée, sorti en 1999.

## Fiche technique
- Titre : Loser Love
- Réalisation : Jean-Marc Vallée
- Scénario : Claudia Santorelli
- Photographie : Pierre Gill
- Montage : Gary Winick
- Musique : Ali Dee
- Pays d'origine :  Canada
- Genre : thriller
- Date de sortie : 1999

## Distribution
- Laurel Holloman : Lily Delacroix
- Andy Davoli : Tim
- Rachel Robinson : Kilo
- Burt Young : Sydney Delacroix
- Lauren Hutton : Annie Delacroix